# Aliwal North

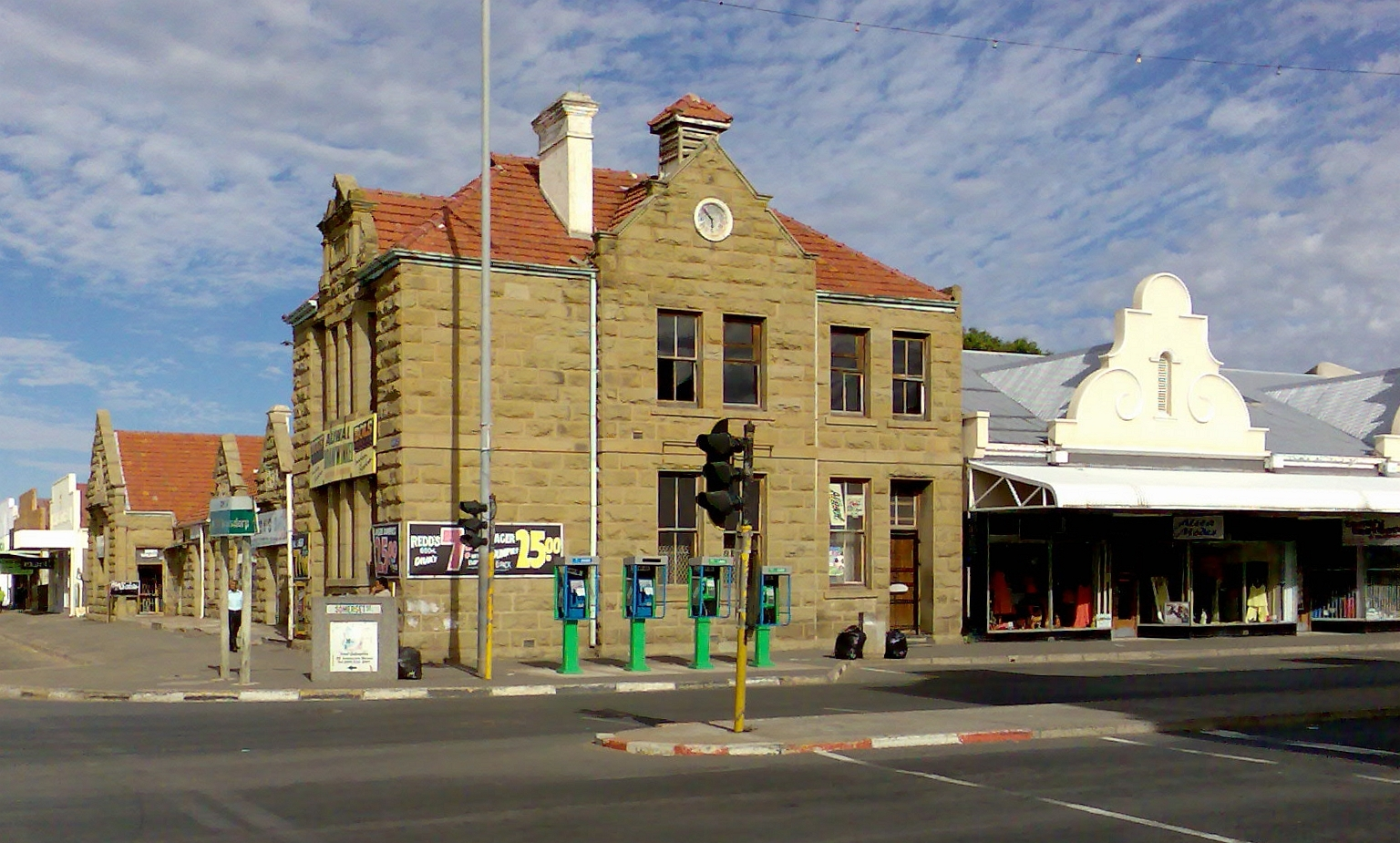
Sandstensbyggnad i Aliwal North.

Aliwal North är en stad i Östra Kapprovinsen i Sydafrika, på Oranjeflodens södra strand, vid gränsen till Fristatsprovinsen. Aliwal North och orten Dukathole i väster är sammanväxta, och hade tillsammans 35 153 invånare vid folkräkningen 2011. Huvudvägen N6 löper genom staden.